# オーダーオブセントジョージ
オーダーオブセントジョージ（Order of St George, 2012年2月22日 - ） は、鹿毛の競走馬である。主な勝ち鞍は2015年アイリッシュセントレジャー、2016年ゴールドカップ、2017年アイリッシュセントレジャーである。

## 経歴

### 2歳時（2014年）
2014年にレパーズタウン競馬場の未勝利戦でデビューし4着に敗れたが、3戦目の未勝利戦で初勝利となった。次走のオータムステークス(G3)が重賞初挑戦となったが5着に敗れ、続くリステッドレースも2着に敗れた。

### 3歳時（2015年）
3歳になると長距離戦に出走するようになった。初戦のカラカップ(G3)は2着に敗れるも、次々走のアイリッシュセントレジャートライアルステークス(G3)では2着に7馬身半差をつけて勝利し、重賞初制覇となった。
トライアルを勝利して挑んだアイリッシュセントレジャー(G1)では、直線入り口で先頭に立つとそのまま後続を突き放し、11馬身差をつけて圧勝した。その後はメルボルンカップ(G1)を予定していたが、堅い馬場は合わないというエイダン・オブライエン調教師の判断により回避となった。

### 4歳時（2016年）
4歳初戦のリステッドレースを勝利した後、ゴールドカップ(G1)に出走。1番人気の支持に応え、直線外から差し切って勝利した。続くアイリッシュセントレジャートライアルステークス(G3)を連覇し、アイリッシュセントレジャー(G1)の連覇も目指して出走したが、ウィックローブレイヴ(Wicklow Brave)を交わせず2着に敗れた。次走の凱旋門賞(G1)は、14ハロン戦を中心に活躍していたことや前走の敗戦が影響して低評価であったが、スタート直後に馬群から一旦離れて先頭集団に加わるという積極策により3着となった。その後、ブリティッシュ・チャンピオンズ・ロングディスタンスカップ(G2)に出走するも4着に敗れた。
また、この年の活躍によりカルティエ賞最優秀ステイヤーに選出されている。

### 5歳時（2017年）
5歳初戦のヴィンテージクロップステークス(G3)で2着、続くリステッドレースで1着となったオーダーオブセントジョージは、連覇を目指してゴールドカップ(G1)に出走。直線では外から追い込んで先頭のビッグオレンジ(Big Orange)に並ぶも、競り負けて短頭差2着に敗れた。次走のアイリッシュセントレジャーステークス(G3)を勝利して同レース3連覇を達成すると、アイリッシュセントレジャー(G1)に出走し、直線手前で逃げ馬を交わした後も後続との差を広げ、2着馬に9馬身差をつけて圧勝した。その後、前年と同様に凱旋門賞(G1)に出走し、先行して勝ち馬エネイブルをマークするも、エネイブルから5馬身1/4差の4着に敗れた。続くブリティッシュ・チャンピオンズ・ロングディスタンスカップ(G2)を勝利し、この年を終えている。
この年のカルティエ賞最優秀ステイヤーに選出され、2年連続での受賞となった。

### 6歳時（2018年）
前年同様にヴィンテージクロップステークス(G3)から始動し、5馬身半差で勝利した。続くリステッドレースを勝利して挑んだゴールドカップ(G1)は、イギリスのストラディバリウス(Stradivarius)やフランスのヴァジラバッド(Vazirabad)などが出走したが、直線で不利を受けて4着に敗れた。その後、アイリッシュセントレジャー3連覇を目指していたが状態が整わず、現役引退となった。引退後はアイルランドのクールモアスタッドにて障害競走用種牡馬となる。

## 競走成績
| 出走日     | 競馬場           | 競走名                      | 格 | 距離  | 着順 | 騎手           | 着差      | 1着（2着）馬       |
| ---------- | ---------------- | --------------------------- | -- | ----- | ---- | -------------- | --------- | ------------------ |
| 2014.07.24 | レパーズタウン   | 未勝利                      |    | 芝8f  | 4着  | J.ヘファーナン | 3馬身     | Hall of Fame       |
| 2014.08.04 | ナース           | 未勝利                      |    | 芝7f  | 2着  | J.オブライエン | 3/4馬身   | Parish Boy         |
| 2014.08.14 | レパーズタウン   | 未勝利                      |    | 芝8f  | 1着  | J.オブライエン | 8 1/2馬身 | (Blue Skimmer)     |
| 2014.10.11 | ニューマーケット | オータムS                   | G3 | 芝8f  | 5着  | J.オブライエン | 5馬身     | Commemorative      |
| 2014.10.26 | レパーズタウン   | エアフィールドS             | L  | 芝9f  | 2着  | J.ヘファーナン | 1/2馬身   | Parish Boy         |
| 2015.06.28 | カラ             | カラC                       | G3 | 芝14f | 2着  | R.ムーア       | 短頭      | Bondi Beach        |
| 2015.07.24 | ダウンロイヤル   | ハーマジェスティズプレート  | L  | 芝13f | 1着  | J.オブライエン | 5 1/2馬身 | (Chapter Seven)    |
| 2015.08.23 | カラ             | 愛セントレジャートライアルS | G3 | 芝14f | 1着  | J.ヘファーナン | 7 1/2馬身 | (Sea Moon)         |
| 2015.09.13 | カラ             | 愛セントレジャー            | G1 | 芝14f | 1着  | J.オブライエン | 11馬身    | (Agent Murphy)     |
| 2016.06.03 | レパーズタウン   | サヴァルベグS               | L  | 芝14f | 1着  | D.オブライエン | 4 1/2馬身 | (Fact Or Folklore) |
| 2016.06.16 | アスコット       | ゴールドC                   | G1 | 芝20f | 1着  | R.ムーア       | 3馬身     | (Mizzou)           |
| 2016.08.20 | カラ             | 愛セントレジャートライアルS | G3 | 芝14f | 1着  | D.オブライエン | 1 1/2馬身 | (Twilight Payment) |
| 2016.09.11 | カラ             | 愛セントレジャー            | G1 | 芝14f | 2着  | R.ムーア       | 1/2馬身   | Wicklow Brave      |
| 2016.10.02 | シャンティイ     | 凱旋門賞                    | G1 | 芝12f | 3着  | L.デットーリ   | 3 1/4馬身 | Found              |
| 2016.10.15 | アスコット       | 英チャンピオンズ長距離C     | G2 | 芝16f | 4着  | R.ムーア       | 1 1/2馬身 | Sheikhzayedroad    |
| 2017.04.23 | ナヴァン         | ヴィンテージクロップS       | G3 | 芝14f | 2着  | J.ヘファーナン | 1 1/2馬身 | Torcedor           |
| 2017.05.26 | レパーズタウン   | サヴァルベグS               | L  | 芝14f | 1着  | R.ムーア       | 2 1/4馬身 | (Twilight Payment) |
| 2017.06.22 | アスコット       | ゴールドC                   | G1 | 芝20f | 2着  | R.ムーア       | 短頭      | Big Orange         |
| 2017.08.19 | カラ             | 愛セントレジャートライアルS | G3 | 芝14f | 1着  | R.ムーア       | 4 3/4馬身 | (Rekindling)       |
| 2017.09.10 | カラ             | 愛セントレジャー            | G1 | 芝14f | 1着  | R.ムーア       | 9馬身     | (Torcedor)         |
| 2017.10.01 | シャンティイ     | 凱旋門賞                    | G1 | 芝12f | 4着  | D.オブライエン | 5 1/4馬身 | Enable             |
| 2017.10.21 | アスコット       | 英チャンピオンズ長距離C     | G2 | 芝16f | 1着  | R.ムーア       | 1/2馬身   | (Torcedor)         |
| 2017.04.22 | ナヴァン         | ヴィンテージクロップS       | G3 | 芝14f | 1着  | R.ムーア       | 5 1/2馬身 | (Lord Yeats)       |
| 2018.05.25 | レパーズタウン   | サヴァルベグS               | L  | 芝14f | 1着  | R.ムーア       | 3/4馬身   | (Twilight Payment) |
| 2018.06.21 | アスコット       | ゴールドC                   | G1 | 芝20f | 4着  | R.ムーア       | 4馬身     | Stradivarius       |

## 血統表
| オーダーオブセントジョージの血統（サドラーズウェルズ系 Mr Prospector4×3=18.75%） | オーダーオブセントジョージの血統（サドラーズウェルズ系 Mr Prospector4×3=18.75%） | オーダーオブセントジョージの血統（サドラーズウェルズ系 Mr Prospector4×3=18.75%） | （血統表の出典）   | （血統表の出典） |
| 父 Galileo 1998 鹿毛                                                             | 父の父Sadler's Wells 1981 鹿毛                                                   | Northern Dancer                                                                  | Nearctic           | Nearctic         |
| 父 Galileo 1998 鹿毛                                                             | 父の父Sadler's Wells 1981 鹿毛                                                   | Northern Dancer                                                                  | Natalma            |                  |
| 父 Galileo 1998 鹿毛                                                             | 父の父Sadler's Wells 1981 鹿毛                                                   | Fairy Bridge                                                                     | Bold Reason        | Bold Reason      |
| 父 Galileo 1998 鹿毛                                                             | 父の父Sadler's Wells 1981 鹿毛                                                   | Fairy Bridge                                                                     | Special            |                  |
| 父 Galileo 1998 鹿毛                                                             | 父の母Urban Sea 1989 栗毛                                                        | Miswaki                                                                          | Mr Prospector      | Mr Prospector    |
| 父 Galileo 1998 鹿毛                                                             | 父の母Urban Sea 1989 栗毛                                                        | Miswaki                                                                          | Hopespringseternal |                  |
| 父 Galileo 1998 鹿毛                                                             | 父の母Urban Sea 1989 栗毛                                                        | Allegretta                                                                       | Lombard            | Lombard          |
| 父 Galileo 1998 鹿毛                                                             | 父の母Urban Sea 1989 栗毛                                                        | Allegretta                                                                       | Anatevka           |                  |
| 母 Another Storm 1999 鹿毛                                                       | 母の父Gone West 1984 鹿毛                                                        | Mr Prospector                                                                    | Raise a Native     | Raise a Native   |
| 母 Another Storm 1999 鹿毛                                                       | 母の父Gone West 1984 鹿毛                                                        | Mr Prospector                                                                    | Gold Digger        |                  |
| 母 Another Storm 1999 鹿毛                                                       | 母の父Gone West 1984 鹿毛                                                        | Secrettame                                                                       | Secretariat        | Secretariat      |
| 母 Another Storm 1999 鹿毛                                                       | 母の父Gone West 1984 鹿毛                                                        | Secrettame                                                                       | Tamerett           |                  |
| 母 Another Storm 1999 鹿毛                                                       | 母の母Storm Song 1994 鹿毛                                                       | Summer Squall                                                                    | Storm Bird         | Storm Bird       |
| 母 Another Storm 1999 鹿毛                                                       | 母の母Storm Song 1994 鹿毛                                                       | Summer Squall                                                                    | Weekend Surprise   |                  |
| 母 Another Storm 1999 鹿毛                                                       | 母の母Storm Song 1994 鹿毛                                                       | Hum Along                                                                        | Fappiano           | Fappiano         |
| 母 Another Storm 1999 鹿毛                                                       | 母の母Storm Song 1994 鹿毛                                                       | Hum Along                                                                        | Minstress F-No.1-o |                  |

- 主な近親はフライアーズカース#主なファミリーラインを参照。